# Antics
Antics (en español, travesuras) es el segundo álbum de estudio de la banda estadounidense de rock Interpol, lanzado el 27 de septiembre de 2004. Vendió 488 000 copias en el Reino Unido y 100,000 en Estados Unidos. En este álbum, la banda vuelve a emplear la misma fórmula vista en el debut Turn On The Bright Lights: bajos definidos, baterías fuertes y guitarras distorsionadas, con evocativas letras, cantadas por la resonante voz de Paul Banks. Musicalmente hablando, este álbum es más positivo que su oscuro predecesor. Estuvo en el Top 10 de la lista de la música más criticada en el año 2004.
En el folleto del álbum se encuentra un mensaje escrito en código morse que, al traducirlo al inglés, revela las palabras Length, Narc, Cruise y Exit. También, en el interior del álbum se escuentran fotografías de la banda. El disco fue producido por Ami Barwell.
Los sencillos extraídos de este álbum son: Slow Hands, Evil y C'mere.

## Canciones
1. "Next Exit" – 3:20
2. "Evil" – 3:35
3. "Narc" – 4:07
4. "Take You on a Cruise" – 4:54
5. "Slow Hands" – 3:04
6. "Not Even Jail" – 5:46
7. "Public Pervert" – 4:40
8. "C'mere" – 3:11
9. "Length of Love" – 4:06
10. "A Time to Be So Small" – 4:50

## Edición japonesa
- "Slow Hands" (Dan the Automator remix) – 4:06
- "Slow Hands" (Britt Daniel remix) – 3:46

## Bonus disc de relanzamiento
1. "Song Seven" – 4:52
2. "Narc [Paul Banks Remix]" – 2:39
3. "Not Even Jail [Daniel Kessler Remix]" – 5:41
4. "Fog Vs. Mould for the Length of Love" – 7:48
5. "Public Pervert [Carlos D Remix]" – 8:08
6. "Slow Hands [Video]" – 3:07
7. "Evil [Video]" – 3:38
8. "C'Mere [Video]" – 3:30

## Relanzamiento en Japón 2005
1. "Fog Vs. Mould for the Length of Love" – 7:50
2. "Narc [Paul Banks Remix]" – 2:39
3. "Not Even Jail [Daniel Kessler Remix]" – 5:41
4. "Public Pervert [Carlos D Remix]" – 8:11
5. "Slow Hands [Dan the Automator Remix]" – 4:06
6. "Slow Hands [Britt Daniel Remix]" – 3:46
7. "Narc [Eden Session]" – 4:08
8. "Slow Hands" (Video) – 3:07
9. "Evil" (Video) – 3:38
10. "C'mere" (Video) – 3:30
11. "PDA" (Live Footage) – 6:04
12. "Slow Hands" (Live Footage) – 3:03